# Ferdinand Fischer
Ferdinand Fischer (né Johann Fischer ; Kuchl, 12 janvier 1652 – Buchkirchen, 13 décembre 1725) est un luthiste, compositeur, archiviste et membre du clergé autrichien.

## Biographie
Johann Fischer, connu plus tard comme musicien en tant que Ferdinand Fischer, naît le 12 janvier 1652, à Kuchl, district d'Hallein. Presque rien n'est connu de l'enfance et de la jeunesse de Fischer. C'est lors de son entrée dans l'ordre bénédictin, qu'il prend le nom de Ferdinand. 
De 1677 à 1680, il étudie la théologie à l'Université Bénédictine de Salzbourg où il prend probablement aussi le contact avec la musique avant-gardiste pour l'époque, du Hofkapellmeister Heinrich Biber dont les œuvres ont fait une impression durable sur ses compositions pour luth. Il est fait prêtre catholique en 1680 et célèbre sa première messe le 1er janvier 1681, à Linz. 
De 1683 à 1685, il enseigne à l'abbaye bénédictine de Stift Kremsmünster dans la classe de grammaire du gymnasium, pendant l'année 1685/1686 et parallèlement, il est préfet du musée. Il est également professeur à l'Université de Salzbourg. À partir de 1691, il est prieur du monastère de Kremsmünster, pendant plusieurs années. De 1693 jusqu'à sa mort, il est à la paroisse de Buchkirchen du district de Wels, en tant que curé. Il y meurt le 13 décembre 1725.

## Œuvre
Ferdinand Fischer jouait un luth précieux construit en 1604 à Venise dans l'atelier du célèbre facteur Magnus Tieffenbrucker. En 1685, il est probablement amené à Vienne dans l'atelier du « facteur de la cour impériale », Matthias Fux, et conservé jusqu'à nos jours.
Tout au long de sa vie, il noue des liens étroits avec d’autres luthistes de ses contemporains bien connus, tels que le fonctionnaire impérial Johann Anton Losy de Losinthal, le chancelier de la cour, Ferdinand Ignaz Hinterleithner et un comptable de la cour, Johann Georg Weichenberger.

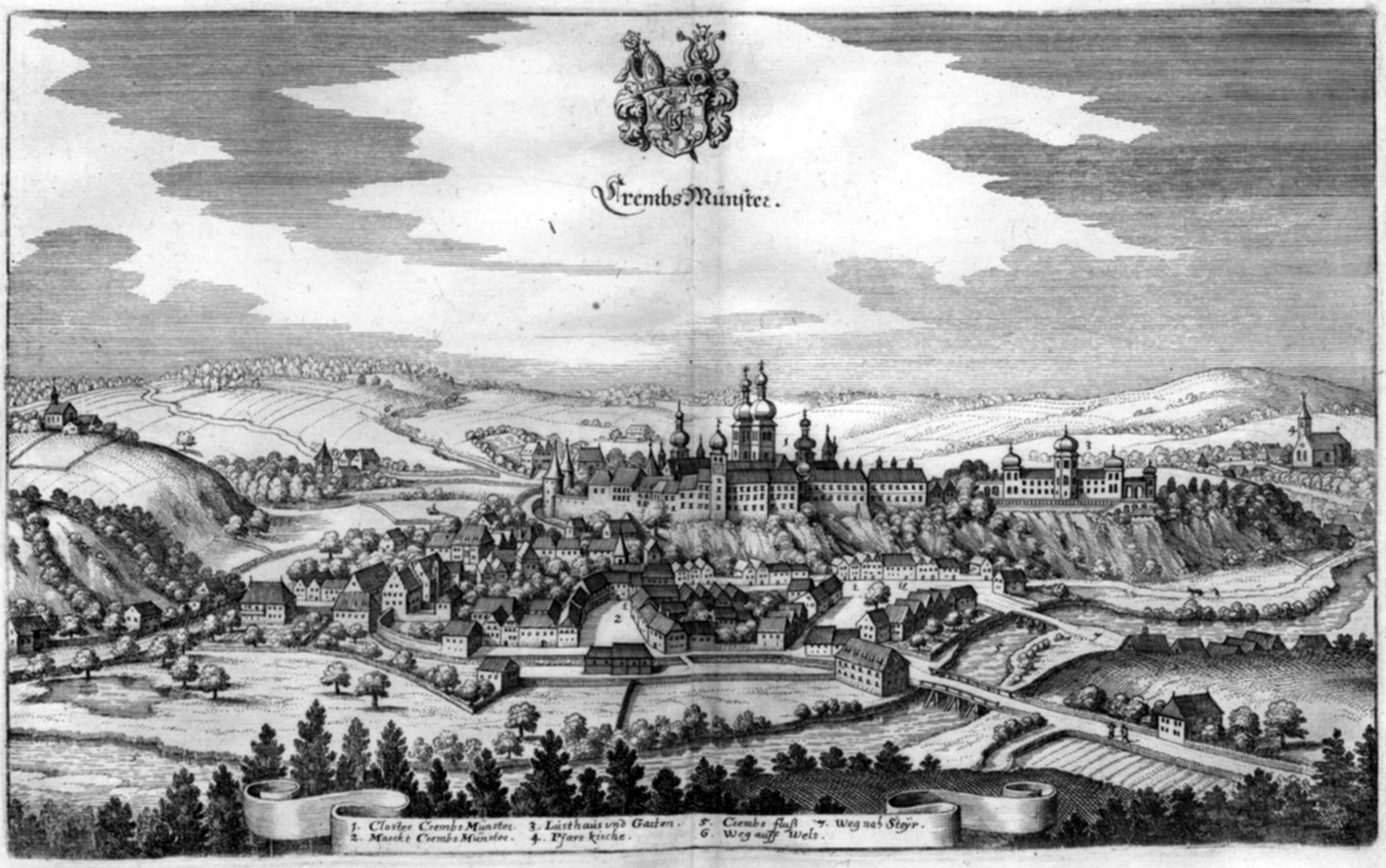
L'abbaye de Kremsmünster, par Matthäus Merian en 1679.

Parallèlement à son activité en tant que luthiste, il était aussi un collectionneur de musique pour son instrument, soucieux de la qualité. Environ un tiers de son vaste catalogue de compositions en tablatures pour luth de sa plume conservé à l'abbaye bénédictine de Kremsmünster en Autriche, montre son écriture scrupuleuse et minutieuse. 
Beaucoup des copies d'œuvres de sa main, de Kremsmünster sont des unica et peuvent être attribuées au compositeur, alors chef de file de l'instrument par ses caractéristiques stylistiques uniques. La grande originalité et les caractéristiques stylistiques uniques des compositions récemment découvertes suggèrent qu’elles proviennent d’un seul auteur, sans doute Ferdinand Fischer lui-même. En se libérant de la nécessité de gagner sa vie en jouant du luth, Ferdinand Fischer peut exprimer son propre style, libéré des contraintes économiques. En 2012, le père Altman, responsable du traitement scientifique et du fac-similé des fonds de musique de luth conservés au monastère, révèle qu'une grande partie des collections rassemblées par Ferdinand Fischer sont introuvables dans d'autres tablatures.

## Discographie
- From Heaven on Earth : Ferdinand Fischer, musique pour luth de l'abbaye de Kremsmünster - Hubert Hoffmann, luth Andreeas von Holst Mitterretzbach 1986, d'après Joachim Tielke 1696 (24-25 novembre 2015, SACD Challenge Classics CC72740) (OCLC 986502908)

## Source
- (de) Uwe Harten, « Fischer, P. Ferdinand OSB (Johann Baptist) », dans Oesterreichisches Musiklexikon. Édition en ligne, Vienne 2002-,  (ISBN 3-7001-3077-5) ; Édition imprimée : volume 1, Édition de l'Académie autrichienne des sciences, Vienne 2002,  (ISBN 3-7001-3043-0) [lire en ligne]
- (en + de) Rudolf Flotzinger, « P. Ferdinand Fischer », p. 6–11, Challenge Classics (CC72740), 2015 (Lire en ligne) .[PDF]